# Saint-Denis-du-Pin
Saint-Denis-du-Pin és un municipi francès situat al departament del Charente Marítim i a la regió de la Nova Aquitània. L'any 2007 tenia 730 habitants.

## Demografia

### Població
El 2007 la població de fet de Saint-Denis-du-Pin era de 730 persones. Hi havia 282 famílies de les quals 60 eren unipersonals (28 homes vivint sols i 32 dones vivint soles), 101 parelles sense fills, 105 parelles amb fills i 16 famílies monoparentals amb fills.
La població ha evolucionat segons el següent gràfic:
Habitants censats

### Habitatges
El 2007 hi havia 359 habitatges, 285 eren l'habitatge principal de la família, 31 eren segones residències i 43 estaven desocupats. 351 eren cases i 6 eren apartaments. Dels 285 habitatges principals, 234 estaven ocupats pels seus propietaris, 42 estaven llogats i ocupats pels llogaters i 8 estaven cedits a títol gratuït; 2 tenien una cambra, 10 en tenien dues, 29 en tenien tres, 75 en tenien quatre i 169 en tenien cinc o més. 220 habitatges disposaven pel capbaix d'una plaça de pàrquing. A 123 habitatges hi havia un automòbil i a 141 n'hi havia dos o més.

### Piràmide de població
La piràmide de població per edats i sexe el 2009 era:
| Homes | Edats   | Dones |
| ----- | ------- | ----- |
| 0     | 95 o +  | 0     |
| 0     | 90 a 94 | 0     |
| 12    | 85 a 89 | 0     |
| 0     | 80 a 84 | 4     |
| 8     | 75 a 79 | 40    |
| 24    | 70 a 74 | 16    |
| 8     | 65 a 69 | 24    |
| 16    | 60 a 64 | 12    |
| 12    | 55 a 59 | 12    |
| 32    | 50 a 54 | 32    |
| 20    | 45 a 49 | 24    |
| 32    | 40 a 44 | 24    |
| 28    | 35 a 39 | 16    |
| 40    | 30 a 34 | 28    |
| 20    | 25 a 29 | 28    |
| 20    | 20 a 24 | 8     |
| 28    | 15 a 19 | 12    |
| 32    | 10 a 14 | 8     |
| 24    | 5 a 9   | 16    |
| 28    | 0 a 4   | 20    |

## Economia
El 2007 la població en edat de treballar era de 467 persones, 343 eren actives i 124 eren inactives. De les 343 persones actives 322 estaven ocupades (175 homes i 147 dones) i 20 estaven aturades (8 homes i 12 dones). De les 124 persones inactives 34 estaven jubilades, 46 estaven estudiant i 44 estaven classificades com a «altres inactius».

### Ingressos
El 2009 a Saint-Denis-du-Pin hi havia 305 unitats fiscals que integraven 767,5 persones, la mediana anual d'ingressos fiscals per persona era de 17.248 €.

### Activitats econòmiques
Dels 33 establiments que hi havia el 2007, 1 era d'una empresa de fabricació d'altres productes industrials, 8 d'empreses de construcció, 5 d'empreses de comerç i reparació d'automòbils, 1 d'una empresa de transport, 4 d'empreses d'hostatgeria i restauració, 1 d'una empresa financera, 5 d'empreses de serveis, 5 d'entitats de l'administració pública i 3 d'empreses classificades com a «altres activitats de serveis».
Dels 18 establiments de servei als particulars que hi havia el 2009, 3 eren tallers de reparació d'automòbils i de material agrícola, 3 autoescoles, 1 paleta, 2 guixaires pintors, 3 fusteries, 2 lampisteries, 1 electricista, 2 perruqueries i 1 restaurant.
L'únic establiment comercial que hi havia el 2009 era una botiga de menys de 120 m².
L'any 2000 a Saint-Denis-du-Pin hi havia 41 explotacions agrícoles que ocupaven un total de 2.222 hectàrees.

## Equipaments sanitaris i escolars
El 2009 hi havia una escola elemental integrada dins d'un grup escolar amb les comunes properes formant una escola dispersa.

## Poblacions més properes
El següent diagrama mostra les poblacions més properes.